# Clasificación para la Copa Africana de Naciones de 1982
La clasificación para la Copa Africana de Naciones 1982 fue llevada a cabo para determinar que seleccionados clasificarían a la edición de 1982 del torneo entre selecciones más importante de África. Libia clasificó como local y Nigeria como campeón defensor al coronarse en la edición previa. Este proceso comenzó con una ronda preliminar entre las veinte peores selecciones en formato de ida y vuelta, con eliminación directa. Los diez ganadores, se sumarían a otros trece equipos que definirían la clasificación en dos rondas con el mismo sistema.

## Ronda Preliminar
| Angola     | 1:1 | Congo        | Liberia           | 1:1 | Gambia   |
| Madagascar | 1:1 | Mauricio     | Malaui            | 1:2 | Zimbabue |
| Malí       | 3:2 | Mauritania   | Mozambique        | 7:3 | Lesotho  |
| Senegal    | 4:1 | Sierra Leona | Guinea Ecuatorial | w/o | Benín    |
| Ruanda     | w/o | Uganda       | Alto Volta        | w/o | Gabón    |

Resumen de partidos:
| 10 de agosto de 1980 Mozambique | Mozambique | 6:1 | Lesoto | ,Maputo,                          |  |
|                                 |            |     |        | Árbitro(s): Bester Kalombo Malaui |  |

| 24 de agosto de 1980 Lesoto | Lesoto | 2:1 | Mozambique | ,Maseru,                            |  |
|                             |        |     |            | Árbitro(s): Ismail Bhamjee Botsuana |  |

Mozambique pasó de ronda con un marcador global (7:3)
| 14 de septiembre de 1980 Madagascar | Madagascar | 0:0 | Mauricio | Mahamasina, Antananarivo, |  |

| 28 de septiembre de 1980 Mauricio | Mauricio | 1:1 | Madagascar | ,Curepipe, |  |

Madagascar pasó de ronda con un marcador global (1:1) por Regla del gol de visitante
| 28 de septiembre de 1980 Mali | Mali | 2:0 | Mauritania | Stade Mamadou Konaté, Bamako,   |  |
|                               |      |     |            | Árbitro(s): Mark Dormoh Liberia |  |

| 12 de octubre de 1980 Mauritania | Mauritania | 2:1 | Mali | ,Nuakchot,                      |  |
|                                  |            |     |      | Árbitro(s): Hamad Diagne Guinea |  |

Mali pasó de ronda con un marcador global (3:2)
| 26 de octubre de 1980 Malaui | Malaui | 0:1 | Zimbabue | Estadio Kamuzu, Blantyre,         |  |
|                              |        |     |          | Árbitro(s): Edward Bukenya Uganda |  |

| 9 de noviembre de 1980 Zimbabue | Zimbabue | 1:1 | Malaui | Rufaro, Harare,                      |  |
|                                 |          |     |        | Árbitro(s): Mohamed Nyamana Tanzania |  |

Zimbabue pasó de ronda con un marcador global (2:1)
| 9 de noviembre de 1980 Liberia | Liberia | 0:0 | Gambia | ,Monrovia,                      |  |
|                                |         |     |        | Árbitro(s): Mark Dormoh Liberia |  |

| 23 de noviembre de 1980 Gambia | Gambia | 1:1 | Liberia | ,Banjul,                            |  |
|                                |        |     |         | Árbitro(s): Youssou N'Diaye Senegal |  |

Liberia pasó de ronda con un marcador global (1:1) por Regla del gol de visitante
| 16 de noviembre de 1980 Angola | Angola    | 1:1 | Congo                 | Estádio dos Coqueiros, Luanda,    |                                   |
|                                | Ndunguidi |     | Louis Michel Massamba | Árbitro(s): Kambaji Kabongo Zaire | Árbitro(s): Kambaji Kabongo Zaire |

| 30 de noviembre de 1980 Congo | Congo | 0:0 | Angola | Estadio Alphonse Massemba-Débat, Brazzaville, |  |

Congo pasó de ronda con un marcador global (1:1) por Regla del gol de visitante
| 17 de noviembre de 1980 Senegal | Senegal     | 2:0 | Sierra Leona | ,Dakar,                          |                                  |
|                                 | Joseph Koto |     |              | Árbitro(s): El-Hadji Faye Gambia | Árbitro(s): El-Hadji Faye Gambia |

| 30 de noviembre de 1980 Sierra Leona | Sierra Leona | 1:2 | Senegal | ,Freetown, |  |
|                                      | Amadu Kamara |     |         |            |  |

Senegal pasó de ronda con un marcador global (1:1)
|  | Guinea Ecuatorial | w/o | Benín |  |  |

|  | Benín | w/o | Guinea Ecuatorial |  |  |

Guinea Ecuatorial pasó de ronda después que Benin se retirara
|  | Ruanda | w/o | Uganda |  |  |

|  | Uganda | w/o | Ruanda |  |  |

Ruanda pasó de ronda después que Uganda se retirara
|  | Alto Volta | w/o | Gabón |  |  |

|  | Gabón | w/o | Alto Volta |  |  |

Alto Volta pasó de ronda después que Gabón se retirara

## Primera ronda
| Argelia    | 5:4 | Malí     | Camerún    | 6:2         | Togo              |
| Etiopía    | 1:1 | Ruanda   | Ghana      | 2:1         | Congo             |
| Kenia      | 3:7 | Egipto   | Marruecos  | 8:1         | Liberia           |
| Túnez      | 1:0 | Senegal  | Zaire      | 5:4         | Mozambique        |
| Zimbabue   | 0:3 | Zambia   | Guinea     | w/o         | Guinea Ecuatorial |
| Madagascar | w/o | Tanzania | Alto Volta | [ 6 ] [ 1 ] | Sin rival         |

Resumen de partidos:
| 22 de marzo de 1981 Marruecos | Marruecos | 3:1 | Liberia | Stade Hassan-II, Fez,           |  |
|                               |           |     |         | Árbitro(s): Bakary Sarr Senegal |  |

| 4 de abril de 1981 Liberia | Liberia | 0:5 | Marruecos | ,Monrovia,                        |  |
|                            |         |     |           | Árbitro(s): Benjamin Dwomoh Ghana |  |

Marruecos pasó de ronda con un marcador global (8:1)
| 4 de abril de 1981 Kenia | Kenia                                                   | 3:5 (3:2) | Egipto                                                                                  | City Stadium, Nairobi,                  |                                         |
|                          | Nahashon Oluoch 9' · Joe Masiga 17' · Jared Ingutia 28' |           | Badawi Hammouda 3' · Mussad Nur 22' · Mahmoud El Khatib 63' · Ramadan El-Sayed 67', 82' | Árbitro(s): Edwin Picon-Ackong Mauricio | Árbitro(s): Edwin Picon-Ackong Mauricio |

| 18 de abril de 1981 · Egipto | Egipto | 2:0 | Kenia | Internacional, El Cairo,         |  |
|                              |        |     |       | Árbitro(s): Ali Bin Nasser Túnez |  |

Egipto pasó de ronda con un marcador global (7:3)
| 5 de abril de 1981 Camerún | Camerún | 4:0 | Togo | Stade de la Reunificación, Duala, |  |

| 19 de abril de 1981 Togo | Togo | 2:2 | Camerún | ,Lomé,                         |  |
|                          |      |     |         | Árbitro(s): Dodou N'Jie Gambia |  |

Camerún pasó de ronda con un marcador global (6:2)
| 5 de abril de 1981 Zaire | Zaire | 2:1 | Mozambique | ,Kinsasa,                                   |  |
|                          |       |     |            | Árbitro(s): Théodore Koudou Costa de Marfil |  |

| 19 de abril de 1981 Mozambique | Mozambique | 3:3 | Zaire | ,Maputo,                                 |  |
|                                |            |     |       | Árbitro(s): Angelo Ratovonony Madagascar |  |

Zaire pasó de ronda con un marcador global (5:4)
| 10 de abril de 1981 Argelia | Argelia                                                                                | 5:1 (2:1) | Mali              | Estadio Ahmed Zabana, Orán,                                            |                                                                        |
|                             | Tedj Bensaoula 18' · Mahmoud Guendouz 28' · Rabah Madjer 56', 71' · Idrissa Traoré 72' |           | Alou Bagayoko 12' | Asistencia: 50.000 espectadores Árbitro(s): Tesfaye Gebreyesus Etiopía | Asistencia: 50.000 espectadores Árbitro(s): Tesfaye Gebreyesus Etiopía |

| 19 de abril de 1981 Mali | Mali                                                        | 3:0 (2:0) | Argelia | Modibo Keïta, Bamako,           |                                 |
|                          | Idrissa Traoré 27' · Brehima Traoré 29' · Alou Bagayoko 85' |           |         | Asistencia: 30.000 espectadores | Asistencia: 30.000 espectadores |

Argelia pasó de ronda con un marcador global (5:4)
| 11 de abril de 1981 Ghana | Ghana         | 1:1 (1:1) | Congo            | Estadio Baba Yara, Kumasi,      |                                 |
|                           | Papa Arko 35' |           | Albert Poaty 45' | Asistencia: 52.000 espectadores | Asistencia: 52.000 espectadores |

| 26 de abril de 1981 Congo | Congo | 0:1 (0:1) | Ghana               | ,Brazzaville,                     |                                   |
|                           |       |           | Hesse Odamettey 25' | Árbitro(s): Winston Gumboh Zambia | Árbitro(s): Winston Gumboh Zambia |

Ghana pasó de ronda con un marcador global (2:1)
| 11 de abril de 1981 Zimbabue | Zimbabue | 0:1 | Zambia | Rufaro, Harare,                   |  |
|                              |          |     |        | Árbitro(s): Billy Phambala Malaui |  |

| 25 de abril de 1981 Zambia | Zambia | 2:0 | Zimbabue | ,Lusaka,                                |  |
|                            |        |     |          | Árbitro(s): Hussein Fahmy Baheeg Egipto |  |

Zambia pasó de ronda con un marcador global (3:0)
| 12 de abril de 1981 Túnez | Túnez | 1:0 | Senegal | El Menzah, Túnez,                    |  |
|                           |       |     |         | Árbitro(s): Hassan Abdel Hafiz Sudán |  |

| 26 de abril de 1981 Senegal | Senegal | 0:0 | Túnez | ,Dakar, |  |

Túnez pasó de ronda con un marcador global (1:0)
| 26 de abril de 1981 Etiopía | Etiopía | 1:0 | Ruanda | Hailé Sélassié, Adís Abeba,       |  |
|                             |         |     |        | Árbitro(s): Edward Bukenya Uganda |  |

| 10 de mayo de 1981 Ruanda | Ruanda | 1:0 Penales 3:4 | Etiopía | ,Kigali,                          |  |
|                           |        |                 |         | Árbitro(s): Kambaji Kabongo Zaire |  |

Etiopía pasó de ronda con un marcador global (1:1) Tiros desde el punto penal (4:3)
|  | Guinea | w/o | Guinea Ecuatorial |  |  |

|  | Guinea Ecuatorial | w/o | Guinea |  |  |

Guinea pasó de ronda después que Guinea Ecuatorial se retirara
|  | Madagascar | w/o | Tanzania |  |  |

|  | Tanzania | w/o | Madagascar |  |  |

Madagascar pasó de ronda después que Tanzania se retirara

## Segunda ronda
| Argelia   | 8:1 | Alto Volta | Camerún | 6:3 | Madagascar |
| Ghana     | 4:3 | Zaire      | Guinea  | 3:3 | Etiopía    |
| Marruecos | 2:3 | Zambia     | Túnez   | w/o | Egipto     |

Resumen de partidos:
| 28 de junio de 1981 Guinea | Guinea | 2:2 | Etiopía | Estadio del 28 de Septiembre, Conakri, |  |

| 4 de octubre de 1981 Etiopía | Etiopía | 1:1 | Guinea | Hailé Sélassié, Adís Abeba, |  |

Etiopía clasifica con un marcador global (3:3) por Regla del gol de visitante
| 22 de julio de 1981 Ghana | Ghana | 2:2 | Zaire | , Acra, |  |

| 2 de agosto de 1981 Zaire | Zaire | 1:2 | Ghana | , Kinsasa,                          |  |
|                           |       |     |       | Árbitro(s): Kabalamuna Chayu Zambia |  |

Ghana clasifica con un marcador global (4:3)
| 16 de agosto de 1981 Camerún | Camerún | 5:1 | Madagascar | Stade Ahmadou Ahidjo, Yaundé, |  |

| 30 de agosto de 1981 Madagascar | Madagascar | 2:1 | Camerún | Mahamasina, Antananarivo, |  |

Camerún clasifica con un marcador global (6:3)
| 16 de agosto de 1981 Marruecos | Marruecos                               | 2:1 (1:1) | Zambia         | Stade Hassan-II, Fez, |  |
|                                | Ahmed Limane 35' · Mohamed Boussati 77' |           | Alex Chola 40' |                       |  |

| 30 de agosto de 1981 Zambia | Zambia | 2:0 | Marruecos | , Lusaka, |  |

Zambia clasifica con un marcador global (3:2)
| 30 de agosto de 1981 Argelia | Argelia                                                                                         | 7:0 (2:0) | Alto Volta | Estadio Ahmed Zabana, Orán,                                       |                                                                   |
|                              | Rabah Madjer 31' 37' · Lakhdar Belloumi 53' 56' · Ahmed Aït El-Hocine 68' 80' · Salah Assad 81' |           |            | Asistencia: 50.000 espectadores Árbitro(s): Yousef Al-Ghoul Libia | Asistencia: 50.000 espectadores Árbitro(s): Yousef Al-Ghoul Libia |

| 20 de septiembre de 1981 Alto Volta | Alto Volta        | 1:1 (0:1) | Argelia    | Issoufou Conombo, Uagadugú,       |                                   |
|                                     | Said Ouattara 81' |           | Sidibé 18' | Árbitro(s): Benjamin Dwomoh Ghana | Árbitro(s): Benjamin Dwomoh Ghana |

Argelia clasifica con un marcador global (8:1)
|  | Túnez | w/o | Egipto |  |  |

|  | Egipto | w/o | Túnez |  |  |

Túnez clasifica después que Egipto se retirara

## Clasificados
| Argelia | Camerún | Etiopía | Ghana |
| Argelia | Camerún | Etiopía | Ghana |
| ------- | ------- | ------- | ----- |

| Libia | Nigeria | Túnez | Zambia |
| Libia | Nigeria | Túnez | Zambia |
| ----- | ------- | ----- | ------ |